# Dung dịch thủy canh Hoagland
Dung dịch thủy canh Hoagland được nghiên cứu và phát triển bởi Hoagland và Armon 1938 và được Armon sửa đổi lại năm 1950. Dung dịch thủy canh Hoagland cung cấp đầy đủ dưỡng chất cho cây trồng sinh trưởng và phát triển và phù hợp với phần lớn cây trồng.
Nồng độ các chất trong dung dịch Hoagland gồm:
- N 210 ppm
- K 235 ppm
- Ca 200 ppm
- P 31 ppm
- S 64 ppm
- Mg 48 ppm
- B 0.5 ppm
- Fe 1 to 5 ppm
- Mn 0.5 ppm
- Zn 0.05 ppm
- Cu 0.02 ppm
- Mo 0.01 ppm

Nguyên liệu được Hoagland sử dụng thể hiện trong bảng bên dưới
| Thành Phần                     | Dung dịch gốc | mL dung dịch gốc/1L |
| ------------------------------ | ------------- | ------------------- |
| Đa lượng                       |               |                     |
| 2M KNO3                        | 202 g/L       | 2.5                 |
| 2M Ca(NO3)2•4H2O               | 472 g/L       | 2.5                 |
| Iron (Sprint 138 iron chelate) | 15 g/L        | 1.5                 |
| 2M MgSO4•7H2O                  | 493 g/L       | 1                   |
| 1M NH4NO3                      | 80 g/L        | 1                   |
| Vi lượng                       |               |                     |
| H3BO3                          | 2.86 g/L      | 1                   |
| MnCl2•4H2O                     | 1.81 g/L      | 1                   |
| ZnSO4•7H2O                     | 0.22 g/L      | 1                   |
| CuSO4•5H2O                     | 0.051 g/L     | 1                   |
| H2MoO4•H2O hoặc                | 0.09 g/L      | 1                   |
| Na2MoO4•2H2O                   | 0.12 g/L      | 1                   |
| Phosphate                      |               |                     |
| 1M KH2PO4                      | 136 g/L       | 1                   |

Tiến hành pha dung dịch
1. Pha các dung dịch gốc và chứa trong các chai riêng biệt có nhãn nhận biết hóa chất.
2. Pha loãng các dung dịch gốc vào 800mL nước sau đó định mức tới 1000mL
3. Khuấy đều là có thể sử dụng

Liều dùng
Sử dụng 3,7 lít/cây và thay dung dịch 1 lần/tuần
Dung dịch thủy canh được sử dụng rộng rãi ở Việt Nam là HiBrix 400 do có các đặc tính ưu việt và tiết kiệm chi phí.
Dựa vào công thức gốc của Hoagland kỹ sư nông học, kỹ sư hóa học Huỳnh Đức Tâm đã phát triển thành công dung dịch thủy canh HiBrix 400. Tuy nhiên, HiBrix 400 không được nhiều nhà vườn đánh giá cao do không chứa chất kích thích sinh trưởng dẫn đến cây sinh trưởng chậm hơn các sản phẩm cùng loại.